# Irbek Walentinowitsch Farnijew
Irbek Walentinowitsch Farnijew (russisch Ирбек Валентинович Фарниев; * 12. Januar 1982 in Ordschonikidse) ist ein russischer Ringer. Er war Weltmeister 2003 im freien Stil im Leichtgewicht.

## Werdegang
Irbek Farnijew wuchs in Ordschonikidse (heute Wladikawkas) auf und begann dort im Jahre 1992 mit dem Ringen. Er ist Ossete und gehört dem Sportverein Alani Wladikawkas an. Die Trainer, die ihn im Laufe der Jahre in die Weltklasse führten waren Nusujew Schewljow, Artur Kalojew und Aslanbek Bekojew. Irbek Farnijew, der bei einer Größe von 1,69 m ca. 70 kg wiegt, ist Student und gibt als Hobby die Jagd an. Er startet ausschließlich im freien Stil.
Seine internationalen Erfolge setzten bereits im Juniorenalter ein. Bei der Junioren-Weltmeisterschaft (Juniors) 1998 in Radovis/Makedonien belegte er in der Klasse bis 56 kg Körpergewicht den 6. Platz. Bei der Junioren-Weltmeisterschaft der jüngeren Altersgruppe der Cadets (bis zum 17. Lebensjahr) belegte er in Moskau im Bantamgewicht vor Uly Duisenbai Jankew aus Kasachstan und Djamschid Saidow aus Usbekistan den 1. Platz. Bei der Junioren-Weltmeisterschaft der Juniors 2000 in Nantes erreichte er im Federgewicht den 3. Platz.
Im Jahre 2001 wurde Irbek Farnijew vom russischen Ringerverband auch bei den Senioren eingesetzt. Bei der Europameisterschaft in Budapest kam er dabei im Leichtgewicht mit vier Siegen und einer Niederlage auf den 2. Platz. Im Endkampf verlor er gegen Ahmet Gülhan aus der Türkei, nachdem er im Halbfinale den starken Bulgaren Nikolai Paslar besiegt hatte. Bei der Weltmeisterschaft dieses Jahres in Sofia siegte er in der 1. Runde über Talant Jekschenow aus Kasachstan, verlor aber in der nächsten Runde gegen den Olympiasieger von 2000 Daniel Igali aus Kanada und schied aus. In der Endabrechnung kam er nur auf den 15. Platz.
2003 wurde Irbek Farnijew in Riga Europameister im Leichtgewicht, wobei er im Finale seinen ossetischen Landsmann Elbrus Tedejew, der für die Ukraine startete, besiegte. Im gleichen Jahr wurde er dann in New York mit einem Sieg im Finale über den vielfachen Welt- und Europameister Serafim Barzakow aus Bulgarien auch Weltmeister im Leichtgewicht.
2004 verlor Irbek Farnijew bei der russischen Meisterschaft gegen Machatsch Murtasalijew, der daraufhin bei der Europameisterschaft dieses Jahres und bei den Olympischen Spielen in Athen eingesetzt wurde. Murtasalijew wurde zwar Europameister, unterlag aber in Athen gegen Elbrus Tedejew, gegen den Irbek Farnijew 2003 sowohl bei der Europameisterschaft als auch bei der Weltmeisterschaft gewonnen hatte.
Machatsch Murtasalijew machte Irbek Farnijew auch 2005 und 2006 die Startplätze bei den internationalen Meisterschaften streitig. Deshalb kam dieser in diesen Jahren nur bei der Europameisterschaft 2005 in Warna zum Einsatz. Dort siegte er in seinem ersten Kampf über Dusan Babrnak aus der Slowakei und unterlag im Achtelfinale gegen Andrei Stadnik aus der Ukraine und erreichte damit nur den 9. Platz.
Erst nachdem Machatsch Murtasalijew 2007 in das Weltergewicht wechselte, war Irbek Farnijew in Russland wieder die unbestrittene Nr. 1 im Leichtgewicht. Er startete bei der Europameisterschaft 2007 in Sofia und gewann dort u. a. wieder über Serafim Barzakow, unterlag aber im Endkampf gegen Albert Batirow, einem Dagestaner und Bruder von Mawlet Batirow, der für Belarus startet, und kam auf den 2. Platz. Bei der Weltmeisterschaft 2003 in Baku siegte Irbek Farnijew zunächst über Ákos Wöller aus Ungarn, Albert Batirow und Zhiayr Hovhannesjan aus Armenien, unterlag dann aber dem für die Türkei startenden Aserbaidschaner Ramazan Şahin. Mit weiteren Siegen über Arslan Khubaliew aus Usbekistan und Andrei Stadnik erkämpfte er sich aber noch die Bronzemedaille.
Bei der russischen Meisterschaft 2008 in St. Petersburg gewann Irbek Farnijew den Titel im Leichtgewicht mit einem Sieg im Finale über Mulat Lampeschew und erkämpfte sich damit die Fahrkarte nach Peking. Bei den Olympischen Spielen in Peking konnte Irbek Farnijew seine hochgespannten Erwartungen nicht erfüllen. Er siegte zwar über Suren Markusjan aus Armenien und Bujandschawyn Batdsorig aus der Mongolei, unterlag aber im Viertelfinale gegen Leonid Spiridonow aus Kasachstan. Da Spiridonow das Finale nicht erreichte, schied er aus und belegte den für ihn enttäuschenden 7. Platz.
2010 kam er bei der russischen Meisterschaft im Leichtgewicht hinter Alan Gogajew und Azamat Bulatow auf den 3. Platz. 2011 gelang ihm bei den russischen Meisterschaften dann ein Überraschungserfolg, denn er holte sich im Weltergewicht den Titel vor Aniuar Gedujew, Ramasan Schamsutdinow und Kamal Malikow.

## Internationale Erfolge
| Jahr | Platz | Wettbewerb                                  | Gewichtsklasse | Ergebnis |
| 1998 | 6.    | Junioren-EM (Juniors) in Radovis/Makedonien | Bantam         | Sieger: Martin Berberjan, Armenien |
| 1998 | 1.    | Junioren-WM (Cadtes) in Moskau              | Bantam         | vor Uly Duisenbai Janabew, Kasachstan und Djamschid Saidow, Usbekistan |
| 2000 | 3.    | Junioren-WM (Juniors) in Nantes             | Feder          | hinter Josif Monsedlidse, Kasachstan und Ömer Cubukcu, Türkei |
| 2001 | 2.    | EM in Budapest                              | Leicht         | mit Siegen über Nat Ackermann, Großbritannien, Gábor Hatos, Ungarn, Sasa Sasirow, Ukraine und Nikolai Paslar, Bulgarien und einer Niederlage gegen Ahmet Gülhan, Türkei                           |
| 2001 | 15.   | WM in Sofia                                 | Leicht         | mit einem Sieg über Talant Jekschenow, Kasachstan und einer Niederlage gegen Daniel Igali, Kanada; (Sieger: Nikolai Paslar vor Amir Tavakoljan, Iran)                                             |
| 2002 | 2.    | Welt-Cup in Spokane/USA                     | Welter         | hinter Joe E. Williams, USA und vor Alexander Leipold, Deutschland |
| 2003 | 1.    | EM in Riga                                  | Leicht         | mit Siegen über Orazio Scafiti, Italien, Sergei Denetschenko, Belarus, Ömer Cubukcu u. Elbrus Tedejew, Ukraine                                                                                    |
| 2003 | 1.    | WM in New York                              | Leicht         | mit Siegen über Moise Sambon, Senegal, Leonard Cakmashi, Albanien, Elbrus Tedejew, Kazuhito Ikematsu, Japan und Serafim Barzakow, Bulgarien                                                       |
| 2004 | 1.    | Intern. Turnier in Burnaby/Kanada           | Welter         | vor Luke Becker, USA und Danny Einhorn, Kanada |
| 2005 | 9.    | EM in Warna                                 | Leicht         | mit einem Sieg über Dusan Babrnak, Slowakei und einer Niederlage gegen Andrei Stadnik, Ukraine; (Sieger: Serafim Barzakow vor Elman Asgarow, Aserbaidschan)                                       |
| 2006 | 5.    | "Iwan-Yarigin"-Memorial in Krasnojarsk      | Leicht         | hinter Machatsch Murtasalijew und Zaur Batajew, bde. Russland, Du Su Choi, Südkorea und Alan Dudajew, Russland                                                                                    |
| 2007 | 2.    | EM in Sofia                                 | Leicht         | mit Siegen über Roman Dermenji, Moldawien, Emin Azizow, Aserbaidschan und Serafim Barzakow und einer Niederlage gegen Albert Batirow, Belarus                                                     |
| 2007 | 3.    | WM in Baku                                  | Leicht         | mit Siegen über Ákos Wöller, Ungarn, Albert Batirow, Zhiayr Hovhannesjan, Armenien, einer Niederlage gegen Ramazan Şahin, Türkei und Siegen über Arslan Khumbaliew, Usbekistan und Andrei Stadnik |
| 2008 | 7.    | OS in Peking                                | Leicht         | hinter Ramazan Şahin, Türkei, Andrei Stadnik, Ukraine, Sushil Kumar, Indien, Ota Tuschischwili, Georgien, Geandry Garzon, Kuba u. Leonid Spiridonow, Kasachstan                                   |
| 2009 | 14.   | EM in Vilnius                               | Welter         | nach einer Niederlage gegen Murad Gaidarow, Belarus |
| 2009 | 2.    | Golden-Grand-Prix in Baku                   | Welter         | hinter Soslan Tigijew, Usbekistan, vor Tschamsulwara Tschamsulwarajew u. Agil Gulijew, bde. Aserbaidschan                                                                                         |
| 2010 | 5.    | Golden-Grand-Prix in Baku                   | Welter         | hinter Alexander Gostijew, Russland, Trent Paulson, USA, Tschamsulwara Tschamsulwarajew u. Kamal Malikow, Russland                                                                                |
| 2010 | 3.    | Ramzan-Kadirow-Cup in Grosny                | Welter         | hinter Muslim Dadajew u. Anuar Guesde, bde. Russland, gemeinsam mit Nick Marable, USA |

## Erläuterungen
- alle Wettbewerbe im freien Stil
- OS = Olympische Spiele, WM = Weltmeisterschaft, EM = Europameisterschaft
- Bantamgewicht bis 2001 bis 58 kg, Federgewicht bis 2001 bis 63 kg, Leichtgewicht bis 2001 bis 69 kg, seit 2002 bis 66 kg, Weltergewicht seit 2002 bis 74 kg Körpergewicht

## Länderkämpfe
- 2007 in Naltschik, Russland gegen USA, F, Le, Punktsieger über Jared Frayer,
- 2008 in Wladikawkas (World Cup), F, Le, Russland gegen Ukraine, Punktsieger über Andrei Stadnik,
- 2008 in Wladikawkas (World Cup), F, Le, Russland gegen Kuba, Punktsieger über Geandry Garzon